# Grmasta glavulja
Grmasta glavulja (pokus, subotica, lat. Globularia alypum), vazdazelena trajnica iz porodice trpučevki, raširena na području Mediterana, uključujući i Hrvatsku.

## Sinonimi
- Alypum monspeliensium Fourr.
- Alypum salicifolium Fisch.